# 三戒
三戒（さんかい）とは、三つの戒めの意である。

## 仏教
在家の戒、出家の戒、道俗共通の戒

## 論語
中国の思想家である孔子の言葉をまとめたとする『論語』においては、青年の女色、壮年の闘争、老年の利得を三戒としている。

## 日本陸軍大将岡村寧次の訓令
1941年11月に日本陸軍の北支那方面軍司令官・岡村寧次大将が北支那方面軍に対して訓令した「焼くな」「殺すな」「犯すな」の三つの戒めである。この訓令はそれなりに効果を上げたとする資料もある。
中国では現在でも日本軍の行動を「三光」と呼んでいる。その内容は「殺光、焼光、搶光」つまり、殺し、焼き、奪うことを示している。